# Richea victoriana
Richea victoriana är en ljungväxtart som beskrevs av Y. Menadue. Richea victoriana ingår i släktet Richea och familjen ljungväxter. Inga underarter finns listade i Catalogue of Life.